# Guillermo de Gales
Guillermo, príncipe de Gales (Guillermo Arturo Felipe Luis; Londres, 21 de junio de 1982) es el hijo mayor del rey Carlos III del Reino Unido y de su primera esposa, Diana, princesa de Gales, por lo tanto, es el primero en la línea de sucesión al trono británico y heredero de la Corona británica y de los otros reinos de la Mancomunidad de Naciones desde 2022. Está casado con Catalina, princesa de Gales desde 2011, con quien tiene tres hijos: los príncipes Jorge, Carlota y Luis de Gales.
Fue educado en cuatro escuelas del Reino Unido y obtuvo su licenciatura en Geografía en la Universidad de Saint Andrews. Pasó parte de su año sabático en Chile, Belice y en algunos países del continente africano. Recibió entrenamiento como teniente del regimiento Blues & Royals de la Caballería Real —donde sirvió junto a su hermano el príncipe Harry— y obtuvo la licencia de piloto tras culminar su formación en la academia RAFC Cranwell. En 2009, se trasladó a la Real Fuerza Aérea (RAF), donde fue ascendido al rango de oficial de la fuerza aérea y completó el entrenamiento como piloto de helicóptero de búsqueda y rescate.
El 16 de noviembre de 2010, Clarence House anunció en un comunicado de prensa que el príncipe Guillermo y su novia, Catherine Elizabeth Middleton, estaban comprometidos y posteriormente se confirmó que la ceremonia se celebraría el 29 de abril de 2011 en la abadía de Westminster, Londres. Horas antes de la boda, el príncipe Guillermo fue nombrado duque de Cambridge, con los títulos subsidiarios de conde de Strathearn y barón Carrickfergus por la reina Isabel II. 
El 22 de julio de 2013 nació su primogénito, el príncipe Jorge de Gales, actualmente segundo en el orden sucesorio y que, en aquel momento, era el tercero en la línea de sucesión al trono británico. El 2 de mayo de 2015 nació la princesa Carlota de Gales. El 23 de abril de 2018 se hace público el nacimiento de su tercer hijo y segundo varón, el príncipe Luis de Gales.

## Biografía

### Nacimiento
Bautizado como Guillermo Arturo Felipe Luis (William Arthur Philip Louis), nació el 21 de junio de 1982 en el Hospital de St. Mary's, Londres. Es el primer hijo del rey Carlos III y su primera esposa, Diana, princesa de Gales. Siendo al momento de su nacimiento, el tercer nieto de la reina Isabel II y de su marido, el príncipe Felipe, duque de Edimburgo.
Como nieto varón en la línea de sucesión de la reina Isabel II y como hijo del entonces Príncipe de Gales Carlos, se le concedió el tratamiento y título de «Su Alteza Real el príncipe Guillermo de Gales».
Tiene un hermano dos años menor, Enrique de Sussex, conocido como el príncipe Harry (1984).

### Bautismo
Fue bautizado en el salón de música del palacio de Buckingham el 4 de agosto de 1982 —fecha que coincidió con el 82.º cumpleaños de su bisabuela paterna, la reina madre Isabel— y la ceremonia fue presidida por el arzobispo de Canterbury, en aquella época, Robert Runcie. Sus padrinos de bautizo fueron: Constantino II de Grecia, la princesa Alejandra, la duquesa consorte de Westminster, lady Susan Hussey, lord Romsey y sir Laurens van der Post.

### Primeros años de vida
De acuerdo con la revista People, a la edad de siete años le dijo a su madre que cuando fuese adulto deseaba ser policía para así poder protegerla, a lo que su hermano respondió: «Oh, no puedes. Tienes que ser rey». Su primera aparición pública fue el 1 de marzo de 1991 —Día de San David— durante una visita oficial de sus padres a Cardiff, Gales. Después de que su avión aterrizara, fue llevado a la catedral de Llandaff, donde firmó en el libro de invitados y mostró que era zurdo. El 3 de junio fue hospitalizado en Royal Berkshire Hospital tras sufrir un golpe en un costado de su frente con un palo de golf, el cual fue asestado accidentalmente por un amigo mientras los dos jugaban. Aunque no perdió la conciencia, sufrió una fractura de cráneo deprimida y fue operado en el Great Ormond Street Hospital. El incidente le dejó una cicatriz permanente. La princesa Diana, su madre, siempre deseó que sus dos hijos tuviesen experiencias «normales», las cuales probablemente no las habían tenido otros niños de la familia real hasta después de varios años, pero sobre todo quería darles lecciones de vida profundas, por lo que llevó a sus hijos a sitios como Walt Disney World, a McDonald's, a clínicas de VIH y a refugios para los necesitados.

### Muerte de su madre
En 1997, su madre, que por aquel entonces ya estaba divorciada del entonces príncipe de Gales, falleció en un accidente automovilístico en París, Francia. Guillermo estaba de vacaciones en ese momento junto a su padre y hermano en el castillo de Balmoral. Carlos esperó hasta la mañana del día siguiente para anunciarles la muerte de Diana a sus hijos. En el entierro de su madre, acompañó a su padre, a su hermano, a su abuelo Felipe, duque de Edimburgo y a su tío el IX conde Spencer para caminar detrás del cortejo fúnebre, cuyo recorrido empezó en el palacio de Buckingham y concluyó en la abadía de Westminster.

### Educación

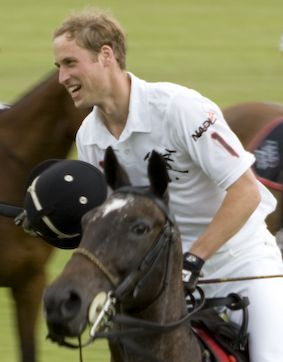
El príncipe Guillermo jugando al polo.

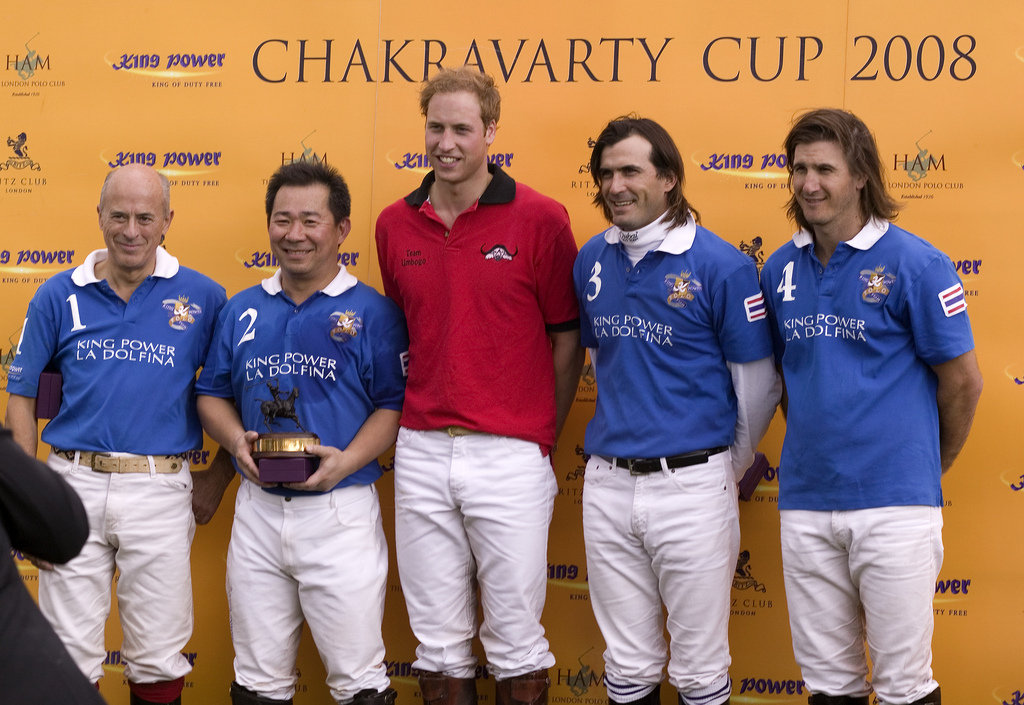
Copa Chakravarty de 2008: Paul Barry, Vichai Raksriaksorn, Príncipe Guillermo, Adolfo Cambiaso y Martin Valent.

El príncipe Guillermo fue educado en escuelas privadas, inició su educación preescolar en Jane Mynors y luego asistió a Wetherby School, ambos establecimientos ubicados en Londres. Posteriormente ingresó a la escuela preparatoria Ludgrove School y durante los veranos recibió clases particulares con su tutor privado, Rory Stewart. Fue admitido en Eton College, después de pasar satisfactoriamente el examen de ingreso. Allí estudió Geografía, Biología e Historia del Arte, esta última disciplina en nivel avanzado. En Ludgrove, participó en actividades deportivas como fútbol, natación, básquetbol, tiro al plato y atletismo en la modalidad de campo a través. En Eton continuó jugando al fútbol y comenzó a practicar waterpolo; de hecho, fue capitán de juegos de su casa. Como capitán consiguió que su equipo de fútbol llegara a las semifinales en la principal competencia de su colegio. La decisión de inscribirlo en Eton fue contraria a la tradición de la familia real, quienes tenían la costumbre de enviar a sus hijos a Gordonstoun —colegio al que asistieron su abuelo, su padre, sus dos tíos y sus dos primos—; sin embargo, siguió la tradición de la familia Spencer, ya que allí se educaron su abuelo y su tío materno. Durante su periodo de educación, la familia real llegó a un acuerdo con la prensa sensacionalista que establecía que estudiaría en libertad y sin la intrusión de los paparazzi a cambio de actualizaciones periódicas sobre la vida del príncipe. El barón Wakeham, presidente de la comisión de quejas de la Prensa, declaró: «El príncipe Guillermo no es una institución, ni una estrella de novela, ni un héroe de fútbol. Es un niño sin embargo en los próximos años, posiblemente la etapa más importante o más dolorosa de su vida, crecerá y se convertirá en un hombre».
Después de completar los estudios en Eton, decidió tomarse un año sabático, parte del cual dedicó a realizar un entrenamiento con el ejército británico en Belice, y por diez semanas, en la etapa final de su año, impartió clases a niños como voluntario del programa Raleigh International, en la ciudad de Tortel, al sur de Chile. En el último lugar mencionado vivió junto con otros voluntarios, compartió tareas domésticas como fregar retretes e incluso se ofreció como pinchadiscos en una estación de radio local.
En 2001, estaba de regreso en el Reino Unido y se matriculó bajo el nombre William Wales en la Universidad de Saint Andrews en Fife, Escocia. Esta noticia causó que el número de solicitudes de ingreso a Saint Andrews incrementara por parte de muchachas que querían una oportunidad para conocer al príncipe. A pesar de la atención que recibió, no cambió de parecer y siguió con su carrera de Historia del Arte, aunque tiempo después decidió cambiar sus estudios por una licenciatura en Geografía. Se graduó en 2005 con una maestría en Historia del Arte y obtuvo matrícula de honor en Geografía —la calificación más alta conseguida por un heredero al trono británico—. En sus años universitarios fue miembro del equipo universitario escocés de waterpolo y en 2004 participó en el torneo anual de las Naciones Celtas. Sus compañeros de Saint Andrews le llamaban por el nombre de Steve con el fin de evitar que cualquier periodista reconociese su verdadera identidad.

## Deberes reales y carrera militar
Desde temprana edad acompañó a sus padres en visitas oficiales y en 1983 realizó su primera gira real a Australia y Nueva Zelanda; una decisión que fue tomada por la princesa de Gales y que fue considerada poco convencional debido a que su hijo era demasiado joven y porque ambos herederos al trono viajarían juntos. Aun así, acompañó a sus padres o a uno de sus padres en giras oficiales posteriores, y tras su graduación de la universidad, comenzó a asumir distintos deberes reales. También obtuvo experiencia laboral en el sector privado cuando trabajó en gestión de tierras en Chatsworth House e hizo prácticas laborales en HSBC.
En julio de 2005, realizó sus primeros actos oficiales, representando a la reina Isabel en el aniversario del fin de la Segunda Guerra Mundial. Además de ser presidente de la asociación de Fútbol de Inglaterra, preside el organismo de caridad Centrepoint, que trabaja con la gente joven sin hogar. Centrepoint es la primera organización de la cual es presidente. Durante el patrocinio de su madre, la acompañó de vez en cuando en las visitas.

### Carrera militar
Guillermo decidió seguir una carrera militar, razón por la que asistió en octubre de 2005 a un proceso de selección de cuatro días para determinar si era idóneo para convertirse en oficial del ejército británico en Westbury, Wiltshire. Después de pasar el examen de selección, ingresó a la RMA Sandhurst en enero de 2006. El 15 de diciembre de ese año, completó exitosamente el entrenamiento y celebró su graduación con un desfile militar al que asistieron la reina Isabel II y el príncipe Carlos de Gales, junto a otros miembros de la familia real. A la medianoche, recibió su comisión como subteniente en el ejército británico. Al igual que su hermano menor, ingresó en el regimiento Blues & Royals, donde entrenó por cuatro meses en el campamento militar de Bovington en Dorset, como jefe de tropa en una unidad blindada de reconocimiento. El 29 de mayo de 2012, alcanzó el grado de teniente de vuelo en la Real Fuerza Aérea.

### Noviazgo y compromiso
Durante sus años en la universidad mantuvo una típica vida estudiantil, ya que acudía a bares y socializaba con sus amigos. Sobre sí mismo declaró: «No soy juerguista, a pesar de lo que consideren algunas personas».
Al igual que su padre, el entonces príncipe Carlos, su vida se convirtió en el tema de especulación de los diarios sensacionalistas, especialmente todo lo concerniente a su relación con Kate Middleton, con quien compartió una casa durante la universidad y con la que empezó una relación sentimental desde 2003. El interés mediático por la relación aumentó cuando Middleton asistió como invitada de Guillermo a la ceremonia de graduación de la real academia militar Sandhurst.
Tras este hecho, las apuestas se dispararon sobre la posibilidad de una futura boda real. La atención de la prensa se volvió más intensa cuando el príncipe pidió a los paparazzis que se mantuviesen a distancia de Middleton y respetasen la intimidad de ambos. En marzo de 2007 Middleton presentó una queja de acoso periodístico contra el Daily Mirror a la comisión de quejas sobre la prensa. En abril de ese año la prensa reportó que la pareja se había separado; sin embargo, en junio Middleton asistió como invitada del príncipe a una fiesta en el cuartel militar de Lulworth y en julio se le vio en el concierto en memoria de la princesa Diana, el cual había sido organizado por sus dos hijos.
El 16 de noviembre de 2010, Clarence House emitió un comunicado de prensa en el que se decía que el príncipe Guillermo y Kate Middleton contraerían matrimonio. Después de mucha especulación, el 23 de noviembre se anunció que la boda se celebraría el 29 de abril de 2011 en la abadía de Westminster de Londres, y que sería día de fiesta nacional en el Reino Unido. El anillo de compromiso —de zafiro de 18 quilates— que recibió Middleton fue el mismo anillo de compromiso que Diana, princesa de Gales, recibió de S.A.R. Carlos, príncipe de Gales. El día del anuncio de la fecha de la boda, Clarence House informó que la pareja se había comprometido en octubre durante unas vacaciones en Kenia, un hecho que fue más tarde confirmado por el príncipe en una entrevista que fue transmitida por televisión desde Londres.
Middleton fue oficialmente presentada a la vida pública el 24 de febrero de 2011, dos meses antes de la celebración de su boda, cuando asistió a la botadura de un barco salvavidas en Trearddur, norte de Gales. Desde el día de la boda ambos residen en su casa oficial del duque de Cambridge, el palacio de Kensington en Londres, también en Anmer Hall en el Norfolk.

## Matrimonio y descendencia

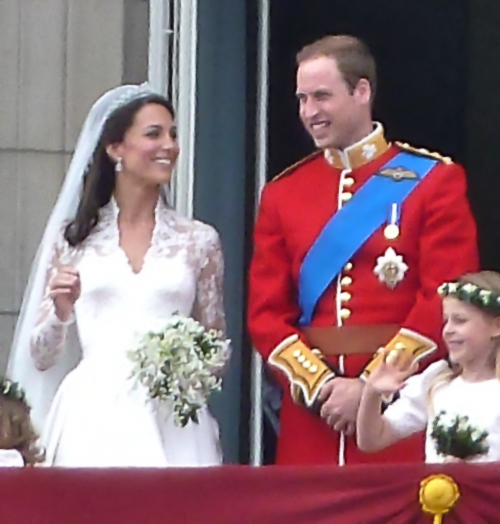
La pareja de recién casados, el príncipe Guillermo y Catalina, duques de Cambridge, en el balcón del palacio de Buckingham en Londres.

El príncipe Guillermo y Catalina se comprometieron en octubre de 2010, en Kenia, durante una estancia de diez días en la reserva natural Lewa Wildlife Conservancy. Inicialmente el viaje se realizó para celebrar la culminación del entrenamiento del príncipe como piloto de helicóptero de búsqueda y rescate. El 16 de noviembre de 2010, Clarence House anunció el compromiso de la pareja. El príncipe le dio a Catalina el anillo de compromiso que había pertenecido a su madre, Diana, princesa de Gales.
La boda se celebró el 29 de abril de 2011 en la Abadía de Westminster y fue día de fiesta nacional en el Reino Unido. Al casarse, Isabel II de Reino Unido les concedió el título de duques de Cambridge, desde ese entonces es conocido como Su Alteza Real, el príncipe Guillermo, duque de Cambridge. Desde el día de la boda ambos residen en el Palacio de Kensington. El 19 de mayo de 2018 acompañó a su hermano el príncipe Enrique a su boda con Meghan Markle en calidad de padrino.

### Hijos
- El príncipe Jorge, nacido el 22 de julio de 2013.
- La princesa Carlota, nacida el 2 de mayo de 2015.
- El príncipe Luis, nacido el 23 de abril de 2018.

## Títulos, tratamientos, armas y honores

### Títulos
| ● 21 de junio de 1982-29 de abril de 2011:         | Su alteza real el príncipe Guillermo de Gales                                                                    |
| ● 29 de abril de 2011-8 de septiembre de 2022:     | Su alteza real el príncipe Guillermo, duque de Cambridge                                                         |
| ● 8 de septiembre de 2022-9 de septiembre de 2022: | Su alteza real el príncipe Guillermo, duque de Cornualles y Cambridge (en Inglaterra, Gales e Irlanda del Norte) |
| ● 8 de septiembre de 2022-presente:                | Su alteza real el duque de Rothesay (en Escocia)                                                                 |
| ● 9 de septiembre de 2022-presente:                | Su alteza real el príncipe de Gales                                                                              |

Con motivo de su enlace matrimonial, y como es tradición, la reina Isabel II le otorgó varios títulos: duque de Cambridge, conde de Strathearn y barón Carrickfergus. Su título completo es: «Su Alteza Real el príncipe Guillermo Arturo Felipe Luis, príncipe de Gales; duque de Cornualles, Rothesay y Cambridge; conde de Chester, Carrick y Strathearn; barón de Renfrew, barón Carrickfergus; K.G., K.T.; señor de las Islas y príncipe y gran senescal de Escocia».
Al asumir su padre la Corona, Guillermo se convirtió en el mismo instante en duque de Cornualles y duque de Rothesay (en Escocia), además de conde de Carrick, barón de Renfrew, señor de las Islas y príncipe y gran senescal de Escocia, por ser títulos inherentes al heredero de la Corona británica; el título de príncipe de Gales,cuya asunción no ocurre de forma automática en la Casa Real Británica, le fue conferido por el rey al día siguiente, el 9 de septiembre de 2022, aunque dicho nombramiento, así como el de conde de Chester, no tuvo lugar oficialmente hasta que se publicó en The London Gazette, el 27 de febrero de 2023.   
Como primogénito del rey, es el primero en la línea de sucesión al trono. En el momento de ascender, si el príncipe utilizase su nombre como monarca, sería Guillermo V (William V).

### Escudo de armas

#### Como príncipe de Gales
|  | «Escudo cuartelado, en el primero y el cuarto, de oro, un león pasante de gules armado y linguado de azur; en el segundo y tercero, de gules, un león pasante de oro armado y linguado de azur; diferenciado con un lambel de plata de tres pendientes. Sobre el todo escusón con el escudo de Gales, timbrado con la corona de su título; el escudo sumado de la corona del príncipe de Gales». \| \| Armas del príncipe Guillermo en Escocia Armas utilizadas como duque de Rothesay, heredero de la Corona de Escocia: «Escudo cuartelado, en el primero y tercero, de oro, una faja ajedrezada de plata y azur de tres órdenes y 33 piezas; en el segundo y cuarto, de plata, un navío de sable, arbolado de lo mismo; sobre el todo, en un escusón de oro, un león rampante de gules, linguado, y armado de azur, encerrado en un trechor de gules, el escusón diferenciado con un lambel de azur de tres pies». \| |
|  | Armas del príncipe Guillermo en Escocia Armas utilizadas como duque de Rothesay, heredero de la Corona de Escocia: «Escudo cuartelado, en el primero y tercero, de oro, una faja ajedrezada de plata y azur de tres órdenes y 33 piezas; en el segundo y cuarto, de plata, un navío de sable, arbolado de lo mismo; sobre el todo, en un escusón de oro, un león rampante de gules, linguado, y armado de azur, encerrado en un trechor de gules, el escusón diferenciado con un lambel de azur de tres pies». |

#### 2000-2022
En su 18.º cumpleaños, al príncipe Guillermo le fue otorgado por la reina un escudo de armas personal. Las armas son las mismas que las de la soberana, sólo que brisadas para diferenciarlas de las plenas, en este caso con un lambel de tres pendientes de plata.
El lambel contiene en su centro una venera la cual aparece en las armas de los Spencer y que hace alusión a su madre.
| Armas de Guillermo de Gales (2000-2008) | Armas del príncipe Guillermo KG (2008-2011) | Armas del duque de Cambridge, excepto Escocia (2011-2022) | Armas del conde de Strathearn, solo Escocia (2011-2022) |

#### Estandartes
Los estandartes utilizados varían según dónde se encuentre. Su estandarte personal era el estandarte real del Reino Unido diferenciado en sus armas con un label de plata de tres pies, y al centro el escudo del Principado de Gales. Se utiliza fuera de Gales, Escocia, Cornualles y Canadá, lugares donde posee un estandarte diferente, y en todo el Reino Unido cuando actúa título oficial asociado con las Fuerzas Armadas británicas.

Estandarte real como príncipe de Gales
Estandarte real como duque de Cornualles
Estandarte para uso personal como príncipe de Gales
Estandarte para uso personal como duque de Rothesay
Estandarte real como príncipe de Gales para su uso en Canadá

### Honores
Condecoraciones
- - 23 de abril de 2008: Caballero de la Orden de la Jarretera (KG).
- - 25 de mayo de 2012: Caballero de la Orden del Cardo (KT).[62]
- - 23 de abril de 2024: Gran maestre y principal caballero gran cruz de la Orden del Baño (GCBE).[63]

Medallas
- - 6 de febrero de 2002: Medalla del Jubileo de Oro de Isabel II.
- - 6 de febrero de 2012: Medalla del Jubileo de Diamante de Isabel II.
- - 6 de febrero de 2022 : Medalla del Jubileo de Platino de Isabel II.
- - 6 de mayo de 2023 : Medalla de la Coronación del Rey Carlos III.

El príncipe Guillermo se convirtió en el caballero número 1000 de la Orden de la Jarretera. Fue investido oficialmente por la reina el 16 de junio de 2008 en la capilla de San Jorge en Windsor. La última vez que un monarca otorgó la Jarretera a alguno de sus nietos fue en 1894 cuando la reina Victoria otorgó la orden al príncipe Alfredo de Sajonia-Coburgo-Gotha.
Condecoraciones extranjeras
Commonwealth
- - 30 de octubre de 2017: Orden del Mérito de Tuvalu.[64]

Europa
- - 8 de julio de 2025: Gran Oficial de Orden de la Legión de Honor

América
- - 6 de julio de 2008 : Medalla de Logro al Servicio Conjunto.[65]

#### Militares
- Comandante de la Marina Real Británica, 11 de agosto de 2023.
- Teniente coronel del Ejército Británico, 11 de agosto de 2023.
- Comandante de ala de la Real Fuerza Aérea británica, 11 de agosto de 2023.

#### Nombramientos militares honorarios
- Comodoro en jefe (RN) de Escocia, 8 de agosto de 2006.
- Comodoro honorario de la RAF, 3 de octubre de 2008.
- Coronel de las Irish Guards, 10 de febrero de 2011.

## Cine
| 1998 | Diana: A tribute to the People's Princess | Freddie Sayers                                              |
| 2006 | The Queen                                 | Jake Taylor Shantos                                         |
| 2011 | William y Kate                            | Nico Evers-Swindell                                         |
| 2011 | Guillermo y Kate: un romance real         | Dan Amboyer Lorand Stoica (13 años) Edward Vladean (4 años) |
| 2013 | Diana                                     | Laurence Belcher                                            |
| 2018 | Harry y Meghan: Un amor real              | Burgess Abernethy                                           |

## Ancestros
| \| \| \| \| \| \| \| \| \| \| \| \| \| \| \| \| \| \| \| \| 16. Jorge I de Grecia \| \| \| \| \| \| \| \| \| \| \| \| \| \| \| \| \| \| \| \| \| \| \| \| \| \| \| \| \| \| \| \| \| \| \| \| \| \| \| \| \| \| \| \| \| \| \| \| \| \| \| \| \| \| 8. Príncipe Andrés de Grecia y Dinamarca \| \| \| \| \| \| \| \| \| \| \| \| \| \| \| \| \| \| \| \| \| \| \| \| \| \| \| \| \| \| \| \| \| \| \| \| \| \| \| \| \| \| \| \| \| \| \| \| \| \| \| \| \| \| 17. Gran duquesa Olga Constantínovna de Rusia \| \| \| \| \| \| \| \| \| \| \| \| \| \| \| \| \| \| \| \| \| \| \| \| \| \| \| \| \| \| \| \| \| \| \| \| \| \| \| \| \| \| \| \| \| \| \| \| \| \| \| \| \| \| 4. Príncipe Felipe, duque de Edimburgo \| \| \| \| \| \| \| \| \| \| \| \| \| \| \| \| \| \| \| \| \| \| \| \| \| \| \| \| \| \| \| \| \| \| \| \| \| \| \| \| \| \| \| \| \| \| \| \| \| \| \| \| \| \| 18. Príncipe Luis de Battenberg \| \| \| \| \| \| \| \| \| \| \| \| \| \| \| \| \| \| \| \| \| \| \| \| \| \| \| \| \| \| \| \| \| \| \| \| \| \| \| \| \| \| \| \| \| \| \| \| \| \| \| \| \| \| 9. Princesa Alicia de Battenberg \| \| \| \| \| \| \| \| \| \| \| \| \| \| \| \| \| \| \| \| \| \| \| \| \| \| \| \| \| \| \| \| \| \| \| \| \| \| \| \| \| \| \| \| \| \| \| \| \| \| \| \| \| \| 19. Princesa Victoria de Hesse y del Rin \| \| \| \| \| \| \| \| \| \| \| \| \| \| \| \| \| \| \| \| \| \| \| \| \| \| \| \| \| \| \| \| \| \| \| \| \| \| \| \| \| \| \| \| \| \| \| \| \| \| \| \| \| \| 2. Carlos III del Reino Unido \| \| \| \| \| \| \| \| \| \| \| \| \| \| \| \| \| \| \| \| \| \| \| \| \| \| \| \| \| \| \| \| \| \| \| \| \| \| \| \| \| \| \| \| \| \| \| \| \| \| \| \| \| \| 20. Jorge V del Reino Unido \| \| \| \| \| \| \| \| \| \| \| \| \| \| \| \| \| \| \| \| \| \| \| \| \| \| \| \| \| \| \| \| \| \| \| \| \| \| \| \| \| \| \| \| \| \| \| \| \| \| \| \| \| \| 10. Jorge VI del Reino Unido \| \| \| \| \| \| \| \| \| \| \| \| \| \| \| \| \| \| \| \| \| \| \| \| \| \| \| \| \| \| \| \| \| \| \| \| \| \| \| \| \| \| \| \| \| \| \| \| \| \| \| \| \| \| 21. Princesa María de Teck \| \| \| \| \| \| \| \| \| \| \| \| \| \| \| \| \| \| \| \| \| \| \| \| \| \| \| \| \| \| \| \| \| \| \| \| \| \| \| \| \| \| \| \| \| \| \| \| \| \| \| \| \| \| 5. Isabel II del Reino Unido \| \| \| \| \| \| \| \| \| \| \| \| \| \| \| \| \| \| \| \| \| \| \| \| \| \| \| \| \| \| \| \| \| \| \| \| \| \| \| \| \| \| \| \| \| \| \| \| \| \| \| \| \| \| 22. Claude Bowes-Lyon, XIV conde de Strathmore y Kinghorne \| \| \| \| \| \| \| \| \| \| \| \| \| \| \| \| \| \| \| \| \| \| \| \| \| \| \| \| \| \| \| \| \| \| \| \| \| \| \| \| \| \| \| \| \| \| \| \| \| \| \| \| \| \| 11. Lady Elizabeth Bowes-Lyon \| \| \| \| \| \| \| \| \| \| \| \| \| \| \| \| \| \| \| \| \| \| \| \| \| \| \| \| \| \| \| \| \| \| \| \| \| \| \| \| \| \| \| \| \| \| \| \| \| \| \| \| \| \| 23. Cecilia Cavendish-Bentinck \| \| \| \| \| \| \| \| \| \| \| \| \| \| \| \| \| \| \| \| \| \| \| \| \| \| \| \| \| \| \| \| \| \| \| \| \| \| \| \| \| \| \| \| \| \| \| \| \| \| \| \| \| \| 1. Guillermo, príncipe de Gales \| \| \| \| \| \| \| \| \| \| \| \| \| \| \| \| \| \| \| \| \| \| \| \| \| \| \| \| \| \| \| \| \| \| \| \| \| \| \| \| \| \| \| \| \| \| \| \| \| \| \| \| \| \| 24. Charles Spencer, VI conde Spencer \| \| \| \| \| \| \| \| \| \| \| \| \| \| \| \| \| \| \| \| \| \| \| \| \| \| \| \| \| \| \| \| \| \| \| \| \| \| \| \| \| \| \| \| \| \| \| \| \| \| \| \| \| \| 12. Albert Spencer, VII conde Spencer \| \| \| \| \| \| \| \| \| \| \| \| \| \| \| \| \| \| \| \| \| \| \| \| \| \| \| \| \| \| \| \| \| \| \| \| \| \| \| \| \| \| \| \| \| \| \| \| \| \| \| \| \| \| 25. La Honorable Margaret Baring \| \| \| \| \| \| \| \| \| \| \| \| \| \| \| \| \| \| \| \| \| \| \| \| \| \| \| \| \| \| \| \| \| \| \| \| \| \| \| \| \| \| \| \| \| \| \| \| \| \| \| \| \| \| 6. John Spencer, VIII conde Spencer \| \| \| \| \| \| \| \| \| \| \| \| \| \| \| \| \| \| \| \| \| \| \| \| \| \| \| \| \| \| \| \| \| \| \| \| \| \| \| \| \| \| \| \| \| \| \| \| \| \| \| \| \| \| 26. James Hamilton, III duque de Abercorn \| \| \| \| \| \| \| \| \| \| \| \| \| \| \| \| \| \| \| \| \| \| \| \| \| \| \| \| \| \| \| \| \| \| \| \| \| \| \| \| \| \| \| \| \| \| \| \| \| \| \| \| \| \| 13. Lady Cynthia Hamilton \| \| \| \| \| \| \| \| \| \| \| \| \| \| \| \| \| \| \| \| \| \| \| \| \| \| \| \| \| \| \| \| \| \| \| \| \| \| \| \| \| \| \| \| \| \| \| \| \| \| \| \| \| \| 27. Lady Rosalind Bingham \| \| \| \| \| \| \| \| \| \| \| \| \| \| \| \| \| \| \| \| \| \| \| \| \| \| \| \| \| \| \| \| \| \| \| \| \| \| \| \| \| \| \| \| \| \| \| \| \| \| \| \| \| \| 3. Diana, princesa de Gales \| \| \| \| \| \| \| \| \| \| \| \| \| \| \| \| \| \| \| \| \| \| \| \| \| \| \| \| \| \| \| \| \| \| \| \| \| \| \| \| \| \| \| \| \| \| \| \| \| \| \| \| \| \| 28. James Roche, III barón Fermoy \| \| \| \| \| \| \| \| \| \| \| \| \| \| \| \| \| \| \| \| \| \| \| \| \| \| \| \| \| \| \| \| \| \| \| \| \| \| \| \| \| \| \| \| \| \| \| \| \| \| \| \| \| \| 14. Mauricio Roche, IV barón Fermoy \| \| \| \| \| \| \| \| \| \| \| \| \| \| \| \| \| \| \| \| \| \| \| \| \| \| \| \| \| \| \| \| \| \| \| \| \| \| \| \| \| \| \| \| \| \| \| \| \| \| \| \| \| \| 29. Frances Ellen Work \| \| \| \| \| \| \| \| \| \| \| \| \| \| \| \| \| \| \| \| \| \| \| \| \| \| \| \| \| \| \| \| \| \| \| \| \| \| \| \| \| \| \| \| \| \| \| \| \| \| \| \| \| \| 7. La Honorable Frances Roche \| \| \| \| \| \| \| \| \| \| \| \| \| \| \| \| \| \| \| \| \| \| \| \| \| \| \| \| \| \| \| \| \| \| \| \| \| \| \| \| \| \| \| \| \| \| \| \| \| \| \| \| \| \| 30. William Smith Gill \| \| \| \| \| \| \| \| \| \| \| \| \| \| \| \| \| \| \| \| \| \| \| \| \| \| \| \| \| \| \| \| \| \| \| \| \| \| \| \| \| \| \| \| \| \| \| \| \| \| \| \| \| \| 15. Ruth Gill \| \| \| \| \| \| \| \| \| \| \| \| \| \| \| \| \| \| \| \| \| \| \| \| \| \| \| \| \| \| \| \| \| \| \| \| \| \| \| \| \| \| \| \| \| \| \| \| \| \| \| \| \| \| 31. Ruth Littlejohn \| \| \| \| \| \| \| \| \| \| \| \| \| \| \| \| \| \| \| \| \| \| \| \| \| \| \| \| \| \| \| \| \| \| \| \| \| \| \| \| \| \| \| \| \| \| \| \| \| \| \| \| |                                                            |  |  |  |  |  |  |  |  |  |  |  |  |  |  |  |
| |                                                            |  |  |  |  |  |  |  |  |  |  |  |  |  |  |  |
| | 16. Jorge I de Grecia                                      |  |  |  |  |  |  |  |  |  |  |  |  |  |  |  |
| |                                                            |  |  |  |  |  |  |  |  |  |  |  |  |  |  |  |
| |                                                            |  |  |  |  |  |  |  |  |  |  |  |  |  |  |  |
| | 8. Príncipe Andrés de Grecia y Dinamarca                   |  |  |  |  |  |  |  |  |  |  |  |  |  |  |  |
| |                                                            |  |  |  |  |  |  |  |  |  |  |  |  |  |  |  |
| |                                                            |  |  |  |  |  |  |  |  |  |  |  |  |  |  |  |
| | 17. Gran duquesa Olga Constantínovna de Rusia              |  |  |  |  |  |  |  |  |  |  |  |  |  |  |  |
| |                                                            |  |  |  |  |  |  |  |  |  |  |  |  |  |  |  |
| |                                                            |  |  |  |  |  |  |  |  |  |  |  |  |  |  |  |
| | 4. Príncipe Felipe, duque de Edimburgo                     |  |  |  |  |  |  |  |  |  |  |  |  |  |  |  |
| |                                                            |  |  |  |  |  |  |  |  |  |  |  |  |  |  |  |
| |                                                            |  |  |  |  |  |  |  |  |  |  |  |  |  |  |  |
| | 18. Príncipe Luis de Battenberg                            |  |  |  |  |  |  |  |  |  |  |  |  |  |  |  |
| |                                                            |  |  |  |  |  |  |  |  |  |  |  |  |  |  |  |
| |                                                            |  |  |  |  |  |  |  |  |  |  |  |  |  |  |  |
| | 9. Princesa Alicia de Battenberg                           |  |  |  |  |  |  |  |  |  |  |  |  |  |  |  |
| |                                                            |  |  |  |  |  |  |  |  |  |  |  |  |  |  |  |
| |                                                            |  |  |  |  |  |  |  |  |  |  |  |  |  |  |  |
| | 19. Princesa Victoria de Hesse y del Rin                   |  |  |  |  |  |  |  |  |  |  |  |  |  |  |  |
| |                                                            |  |  |  |  |  |  |  |  |  |  |  |  |  |  |  |
| |                                                            |  |  |  |  |  |  |  |  |  |  |  |  |  |  |  |
| | 2. Carlos III del Reino Unido                              |  |  |  |  |  |  |  |  |  |  |  |  |  |  |  |
| |                                                            |  |  |  |  |  |  |  |  |  |  |  |  |  |  |  |
| |                                                            |  |  |  |  |  |  |  |  |  |  |  |  |  |  |  |
| | 20. Jorge V del Reino Unido                                |  |  |  |  |  |  |  |  |  |  |  |  |  |  |  |
| |                                                            |  |  |  |  |  |  |  |  |  |  |  |  |  |  |  |
| |                                                            |  |  |  |  |  |  |  |  |  |  |  |  |  |  |  |
| | 10. Jorge VI del Reino Unido                               |  |  |  |  |  |  |  |  |  |  |  |  |  |  |  |
| |                                                            |  |  |  |  |  |  |  |  |  |  |  |  |  |  |  |
| |                                                            |  |  |  |  |  |  |  |  |  |  |  |  |  |  |  |
| | 21. Princesa María de Teck                                 |  |  |  |  |  |  |  |  |  |  |  |  |  |  |  |
| |                                                            |  |  |  |  |  |  |  |  |  |  |  |  |  |  |  |
| |                                                            |  |  |  |  |  |  |  |  |  |  |  |  |  |  |  |
| | 5. Isabel II del Reino Unido                               |  |  |  |  |  |  |  |  |  |  |  |  |  |  |  |
| |                                                            |  |  |  |  |  |  |  |  |  |  |  |  |  |  |  |
| |                                                            |  |  |  |  |  |  |  |  |  |  |  |  |  |  |  |
| | 22. Claude Bowes-Lyon, XIV conde de Strathmore y Kinghorne |  |  |  |  |  |  |  |  |  |  |  |  |  |  |  |
| |                                                            |  |  |  |  |  |  |  |  |  |  |  |  |  |  |  |
| |                                                            |  |  |  |  |  |  |  |  |  |  |  |  |  |  |  |
| | 11. Lady Elizabeth Bowes-Lyon                              |  |  |  |  |  |  |  |  |  |  |  |  |  |  |  |
| |                                                            |  |  |  |  |  |  |  |  |  |  |  |  |  |  |  |
| |                                                            |  |  |  |  |  |  |  |  |  |  |  |  |  |  |  |
| | 23. Cecilia Cavendish-Bentinck                             |  |  |  |  |  |  |  |  |  |  |  |  |  |  |  |
| |                                                            |  |  |  |  |  |  |  |  |  |  |  |  |  |  |  |
| |                                                            |  |  |  |  |  |  |  |  |  |  |  |  |  |  |  |
| | 1. Guillermo, príncipe de Gales                            |  |  |  |  |  |  |  |  |  |  |  |  |  |  |  |
| |                                                            |  |  |  |  |  |  |  |  |  |  |  |  |  |  |  |
| |                                                            |  |  |  |  |  |  |  |  |  |  |  |  |  |  |  |
| | 24. Charles Spencer, VI conde Spencer                      |  |  |  |  |  |  |  |  |  |  |  |  |  |  |  |
| |                                                            |  |  |  |  |  |  |  |  |  |  |  |  |  |  |  |
| |                                                            |  |  |  |  |  |  |  |  |  |  |  |  |  |  |  |
| | 12. Albert Spencer, VII conde Spencer                      |  |  |  |  |  |  |  |  |  |  |  |  |  |  |  |
| |                                                            |  |  |  |  |  |  |  |  |  |  |  |  |  |  |  |
| |                                                            |  |  |  |  |  |  |  |  |  |  |  |  |  |  |  |
| | 25. La Honorable Margaret Baring                           |  |  |  |  |  |  |  |  |  |  |  |  |  |  |  |
| |                                                            |  |  |  |  |  |  |  |  |  |  |  |  |  |  |  |
| |                                                            |  |  |  |  |  |  |  |  |  |  |  |  |  |  |  |
| | 6. John Spencer, VIII conde Spencer                        |  |  |  |  |  |  |  |  |  |  |  |  |  |  |  |
| |                                                            |  |  |  |  |  |  |  |  |  |  |  |  |  |  |  |
| |                                                            |  |  |  |  |  |  |  |  |  |  |  |  |  |  |  |
| | 26. James Hamilton, III duque de Abercorn                  |  |  |  |  |  |  |  |  |  |  |  |  |  |  |  |
| |                                                            |  |  |  |  |  |  |  |  |  |  |  |  |  |  |  |
| |                                                            |  |  |  |  |  |  |  |  |  |  |  |  |  |  |  |
| | 13. Lady Cynthia Hamilton                                  |  |  |  |  |  |  |  |  |  |  |  |  |  |  |  |
| |                                                            |  |  |  |  |  |  |  |  |  |  |  |  |  |  |  |
| |                                                            |  |  |  |  |  |  |  |  |  |  |  |  |  |  |  |
| | 27. Lady Rosalind Bingham                                  |  |  |  |  |  |  |  |  |  |  |  |  |  |  |  |
| |                                                            |  |  |  |  |  |  |  |  |  |  |  |  |  |  |  |
| |                                                            |  |  |  |  |  |  |  |  |  |  |  |  |  |  |  |
| | 3. Diana, princesa de Gales                                |  |  |  |  |  |  |  |  |  |  |  |  |  |  |  |
| |                                                            |  |  |  |  |  |  |  |  |  |  |  |  |  |  |  |
| |                                                            |  |  |  |  |  |  |  |  |  |  |  |  |  |  |  |
| | 28. James Roche, III barón Fermoy                          |  |  |  |  |  |  |  |  |  |  |  |  |  |  |  |
| |                                                            |  |  |  |  |  |  |  |  |  |  |  |  |  |  |  |
| |                                                            |  |  |  |  |  |  |  |  |  |  |  |  |  |  |  |
| | 14. Mauricio Roche, IV barón Fermoy                        |  |  |  |  |  |  |  |  |  |  |  |  |  |  |  |
| |                                                            |  |  |  |  |  |  |  |  |  |  |  |  |  |  |  |
| |                                                            |  |  |  |  |  |  |  |  |  |  |  |  |  |  |  |
| | 29. Frances Ellen Work                                     |  |  |  |  |  |  |  |  |  |  |  |  |  |  |  |
| |                                                            |  |  |  |  |  |  |  |  |  |  |  |  |  |  |  |
| |                                                            |  |  |  |  |  |  |  |  |  |  |  |  |  |  |  |
| | 7. La Honorable Frances Roche                              |  |  |  |  |  |  |  |  |  |  |  |  |  |  |  |
| |                                                            |  |  |  |  |  |  |  |  |  |  |  |  |  |  |  |
| |                                                            |  |  |  |  |  |  |  |  |  |  |  |  |  |  |  |
| | 30. William Smith Gill                                     |  |  |  |  |  |  |  |  |  |  |  |  |  |  |  |
| |                                                            |  |  |  |  |  |  |  |  |  |  |  |  |  |  |  |
| |                                                            |  |  |  |  |  |  |  |  |  |  |  |  |  |  |  |
| | 15. Ruth Gill                                              |  |  |  |  |  |  |  |  |  |  |  |  |  |  |  |
| |                                                            |  |  |  |  |  |  |  |  |  |  |  |  |  |  |  |
| |                                                            |  |  |  |  |  |  |  |  |  |  |  |  |  |  |  |
| | 31. Ruth Littlejohn                                        |  |  |  |  |  |  |  |  |  |  |  |  |  |  |  |
| |                                                            |  |  |  |  |  |  |  |  |  |  |  |  |  |  |  |
| |                                                            |  |  |  |  |  |  |  |  |  |  |  |  |  |  |  |

## Línea de sucesión
| Predecesor: Carlos de Gales            | Príncipe de Gales 9 de septiembre de 2022 -   | Sucesor: En el cargo                |
| Predecesor: Carlos de Gales            | Duque de Cornualles 8 de septiembre de 2022 - | Sucesor: En el cargo                |
| Predecesor: Carlos de Gales            | Duque de Rothesay 8 de septiembre de 2022 -   | Sucesor: En el cargo                |
| Predecesor: Jorge de Cambridge         | Duque de Cambridge 29 de abril de 2011        | Sucesor: En el cargo                |
| Predecesor: Carlos III del Reino Unido | Línea de sucesión al trono británico 1.º      | Sucesor: El príncipe Jorge de Gales |